# Lxandra
Lxandra, pseudonimo di Alexandra Lehti (22 marzo 1996), è una cantante finlandese.

## Biografia
Lxandra si è trasferita a Berlino nel 2016 per intraprendere la sua carriera musicale. Qui ha iniziato a produrre canzoni con il produttore Perttu Kurttila. Come artista indipendente ha pubblicato due singoli nel 2017, Flicker e Hush Hush Baby; quest'ultimo è stato la colonna sonora della pubblicità della catena tedesca di negozi di elettronica Saturn.
La notorietà acquisita l'ha portata a firmare un contratto con la Vertigo Records, parte dello Universal Music Group. Il suo primo singolo con la Vertigo è stato Dig Deep, uscito nel 2018 e contenuto nel suo primo EP Another Lesson Learned. Nel 2019 ha vinto il premio al miglior artista pop esordiente agli European Border Breakers Awards. Lxandra ha pubblicato il suo album di debutto, Careful What I Dream Of, nel giugno 2021.
Nel 2023 è stata confermata la partecipazione di Lxandra all'annuale Uuden Musiikin Kilpailu, programma di selezione del rappresentante finlandese all'Eurovision Song Contest, dove ha presentato l'inedito Something to Lose. All'evento si è classificata al 6º posto su 7 partecipanti, arrivando seconda nel voto della giuria e ultima nel televoto.

## Discografia

### Album in studio
- 2021 – Careful What I Dream Of

### EP
- 2019 – Another Lesson Learned

### Singoli
- 2017 – Flicker
- 2017 – Hush Hush Baby
- 2018 – Dig Deep
- 2019 – Swimming Pools
- 2019 – Dip My Heart in Confetti
- 2019 – Other People
- 2020 – Glide
- 2020 – Careful What I Dream Of
- 2020 – Careful of the Wild
- 2020 – Who
- 2021 – Sabotage
- 2021 – Sideways
- 2023 – Something to Lose